# Dircenna acreana
Dircenna acreana is een vlinder uit de familie Nymphalidae. De wetenschappelijke naam van de soort is voor het eerst geldig gepubliceerd in 1950 door Ferreira d'Almeida.